# Ray Richardson (voetballer)
Ray Richardson (Londen, 9 september 1959) is een Engels voormalig profvoetballer die als verdediger speelde. Zijn vader kwam uit Trinidad & Tobago en zijn moeder uit Grenada.

## Spelercarrière
Richardson speelde in de jeugd bij Luton Town en twee jaar in het derde team van Tottenham Hotspurs. Hij speelde anderhalf jaar bij semiprofclub St. Albans City voor hij naar de Verenigde Staten ging waar zijn vader een garagebedrijf dreef. Daar speelde hij zaalvoetbal maar kon hij niet wennen. Hij keerde terug naar Engeland en kwam op voorspraak van Jed Kerr naar Nederland. Hij kreeg een contract bij SC Heracles. Vervolgens speelde Richardson kort bij AZ dat hem na drie maanden verhuurde aan SC Cambuur. Die club nam hem in 1987 over en in 1990 ging hij voor één seizoen naar sc Heerenveen. Richardson beëindigde zijn profloopbaan in 1993 bij RKC en speelde vervolgens nog voor Broekster Boys.